# Javier Pérez Andújar

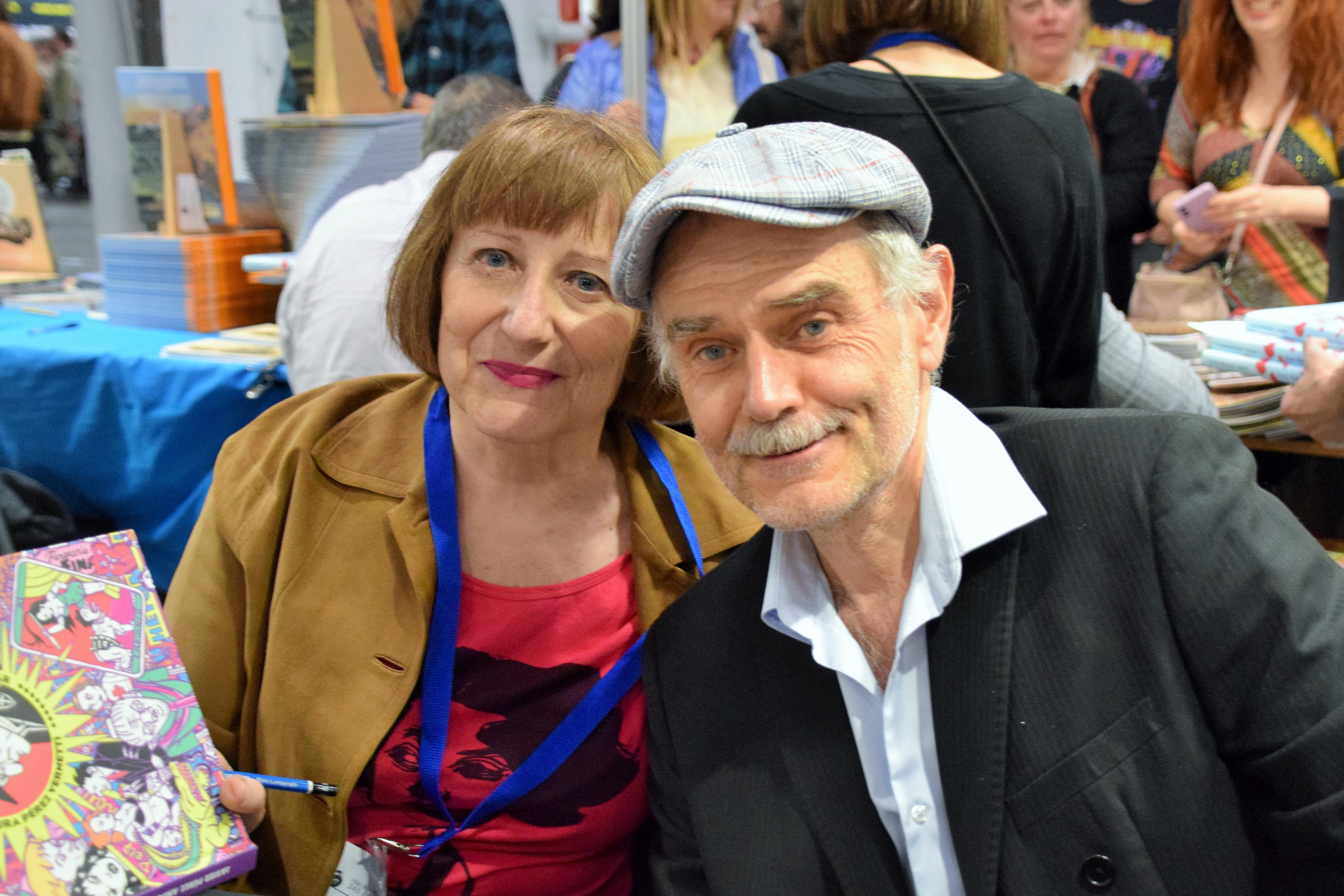
Pérez Andújar con Laura Pérez Vernetti dedicando ejemplares de El designio en el 42 Comic Barcelona (2024).

Javier Pérez Andújar (San Adrián de Besós, Barcelona, 1965) es un escritor español.

## Carrera literaria
Licenciado en Filología Hispánica por la Universidad de Barcelona, Pérez Andújar ha colaborado en los programas de televisión Saló de Lectura (Barcelona Televisió) y L’Hora del Lector (TV3). Ha sido redactor jefe de la revista Taifa y ha escrito artículos para el fanzine Mondo Brutto y para el diario El País. 
Cultivador principalmente del ensayo, en 2007 publicó su primera novela: Los príncipes valientes. La obra es una evocación de la infancia del autor en una familia de inmigrantes andaluces del extrarradio de Barcelona, con numerosas referencias al mundo del cómic (ya en el título hay una alusión al clásico Príncipe Valiente, de Harold Foster) y a la literatura popular. Los príncipes valientes fue una de las cinco obras finalistas del Premio de Novela Fundación Lara, que se concede a la mejor novela publicada durante el año.
El 11 de febrero de 2014 fue galardonado con el Premio Ciudad de Barcelona. El jurado, compuesto por Núria Ribó, Vicent Partal, Toni Puntí, Ignasi Aragay y Rosa Badia, destacaron de forma muy especial "el valor literario de sus relatos" que superan los límites administrativos de la capital  y que hacen visible una realidad social "poco presente en los medios".
En el año 2016 se encargó de realizar el pregón de las Fiestas de la Mercè de Barcelona.

## Premios
- Premio Ciudad de Barcelona (2014)[5]
- Premio Herralde (2021) con la novela El año del Búfalo.[6]

## Obras

### Ensayo
- Catalanes todos. Las 15 visitas de Franco a Cataluña (Barcelona, La Tempestad, 2002). ISBN 978-84-7948-957-1
- Salvador Dalí. A la conquista de lo irracional (Madrid, Algaba, 2003). ISBN 978-84-96107-13-7
- Milagro en Barcelona con fotografías de Joan Guerrero Luque (Barcelona, Editorial Ariel, 2014). ISBN 978-84-3441-917-9

### Novela
- Los príncipes valientes (Barcelona, Tusquets - Andanzas CA 641, 2007). ISBN 978-84-672-3008-6.
- Todo lo que se llevó el diablo (Barcelona, Tusquets - Andanzas CA 735, 2010). ISBN 978-84-8383-273-8
- Paseos con mi madre (Barcelona, Tusquets - Andanzas 771, 2011). ISBN 978-84-8383-398-8
- Catalanes todos (Barcelona, Tusquets - Andanzas 771, 2014). ISBN 978-84-8383-877-8[7]
- Diccionario enciclopédico de la vieja escuela (Barcelona, Tusquets Editores, 2016). ISBN 9788490662991
- La noche fenomenal (Barcelona, Anagrama, 2019). ISBN: 9788433998712
- El año del Búfalo (Barcelona, Anagrama, 2021). ISBN: 9788433999375

### Antologías de otros autores
- Vosotros los que leéis aún estáis entre los muertos (Barcelona, Círculo de Lectores). ISBN 84-672-1567-4.
- La vida no vale nada (Barcelona, Círculo de Lectores, 2008). ISBN 978-84-672-3292-9.

### Comics
- El designio ( Autsaider Cómics, 2024). Dibujos: Laura Pérez Vernetti. ISBN 978-8412765229.